# Nobiskrug

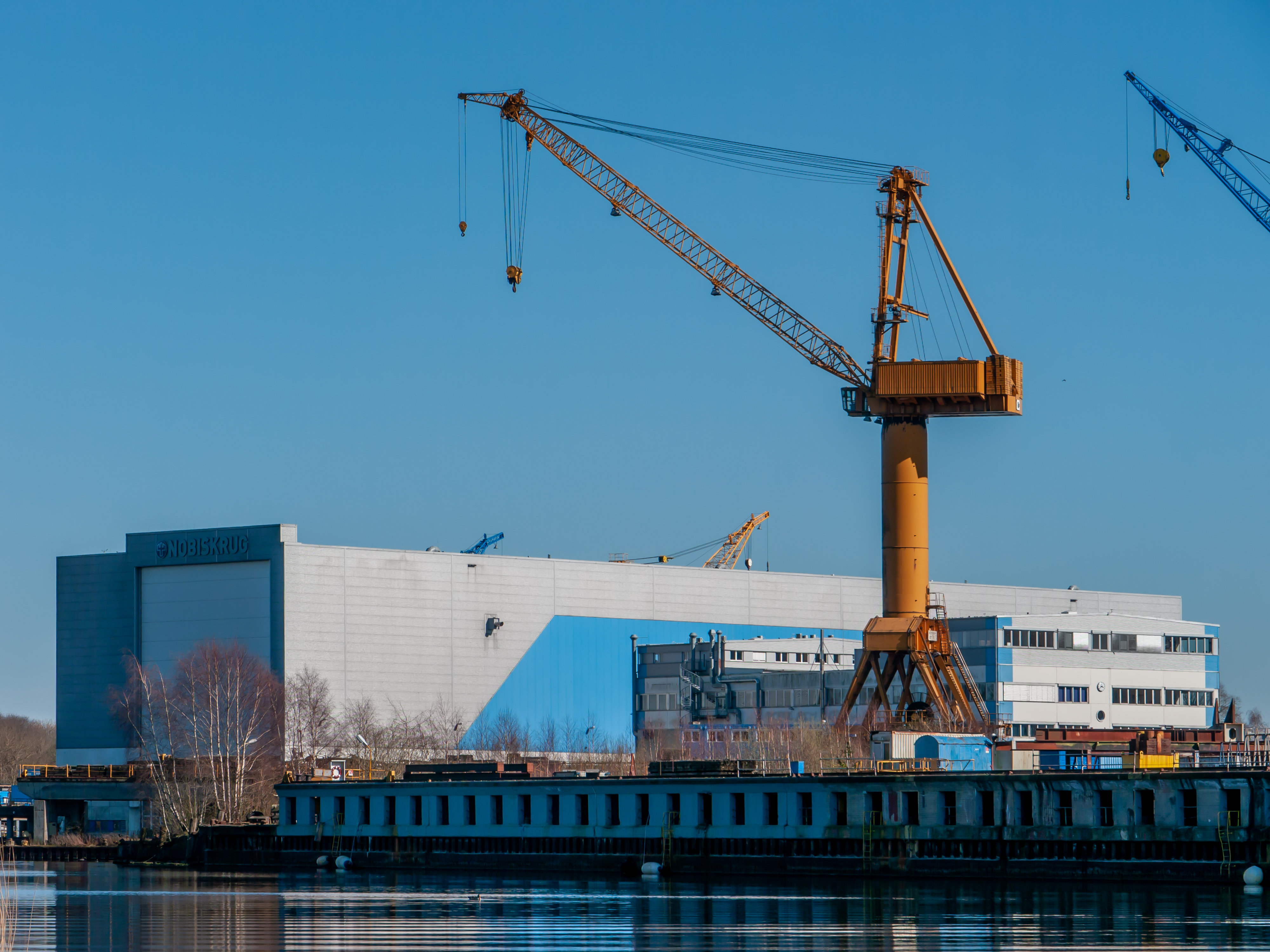
Werftgebäude

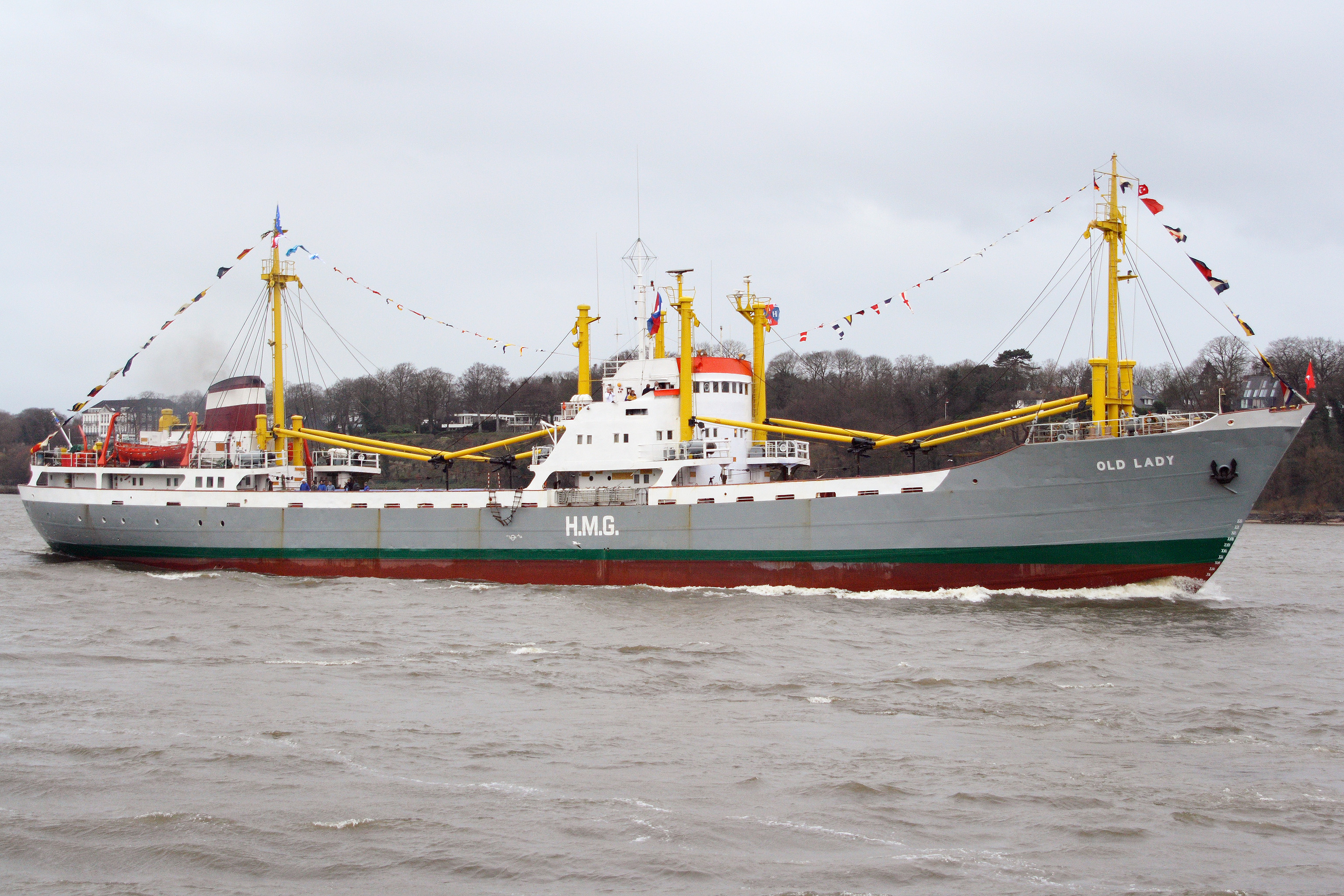
Frachtschiff Bleichen

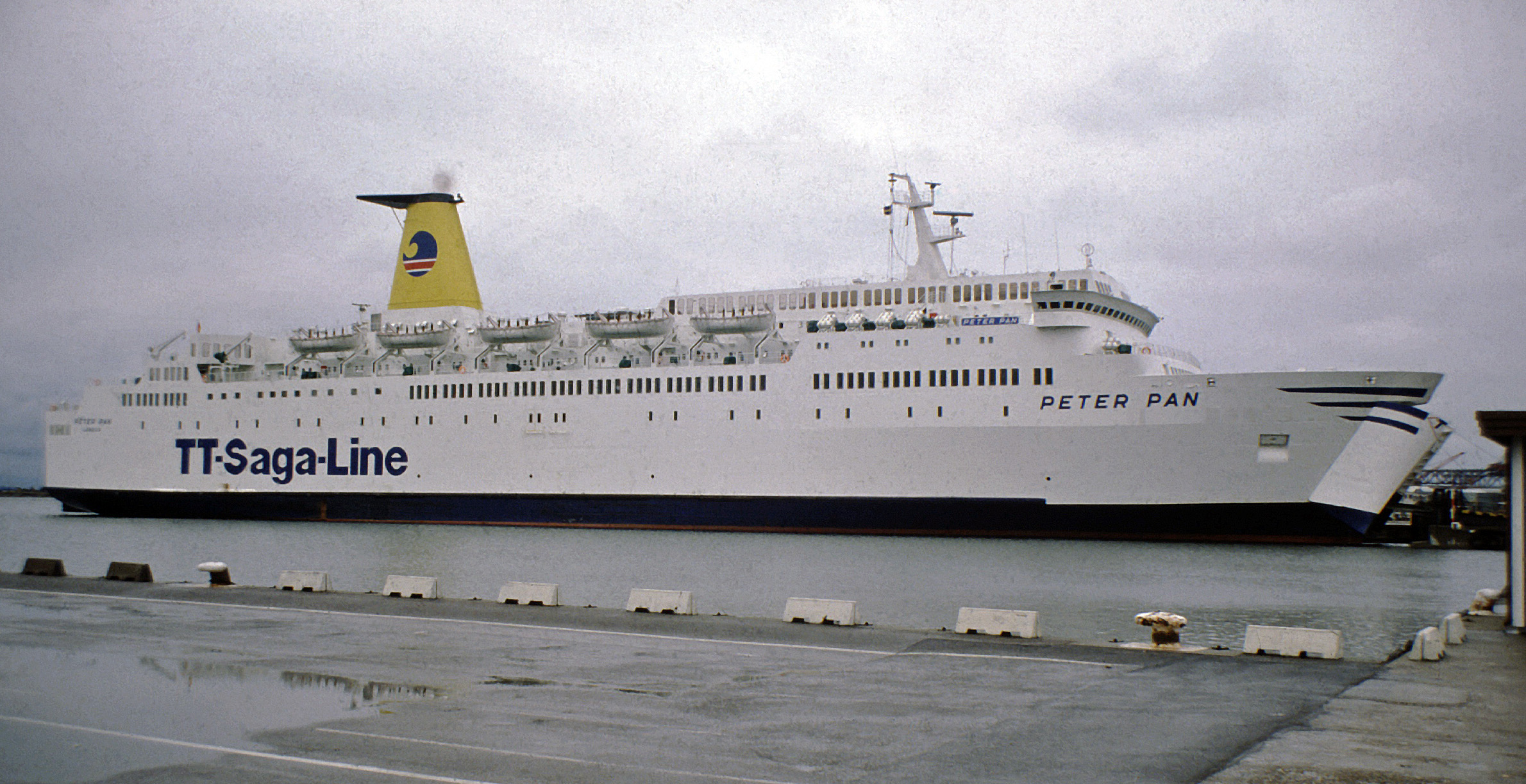
Fährschiff Peter Pan

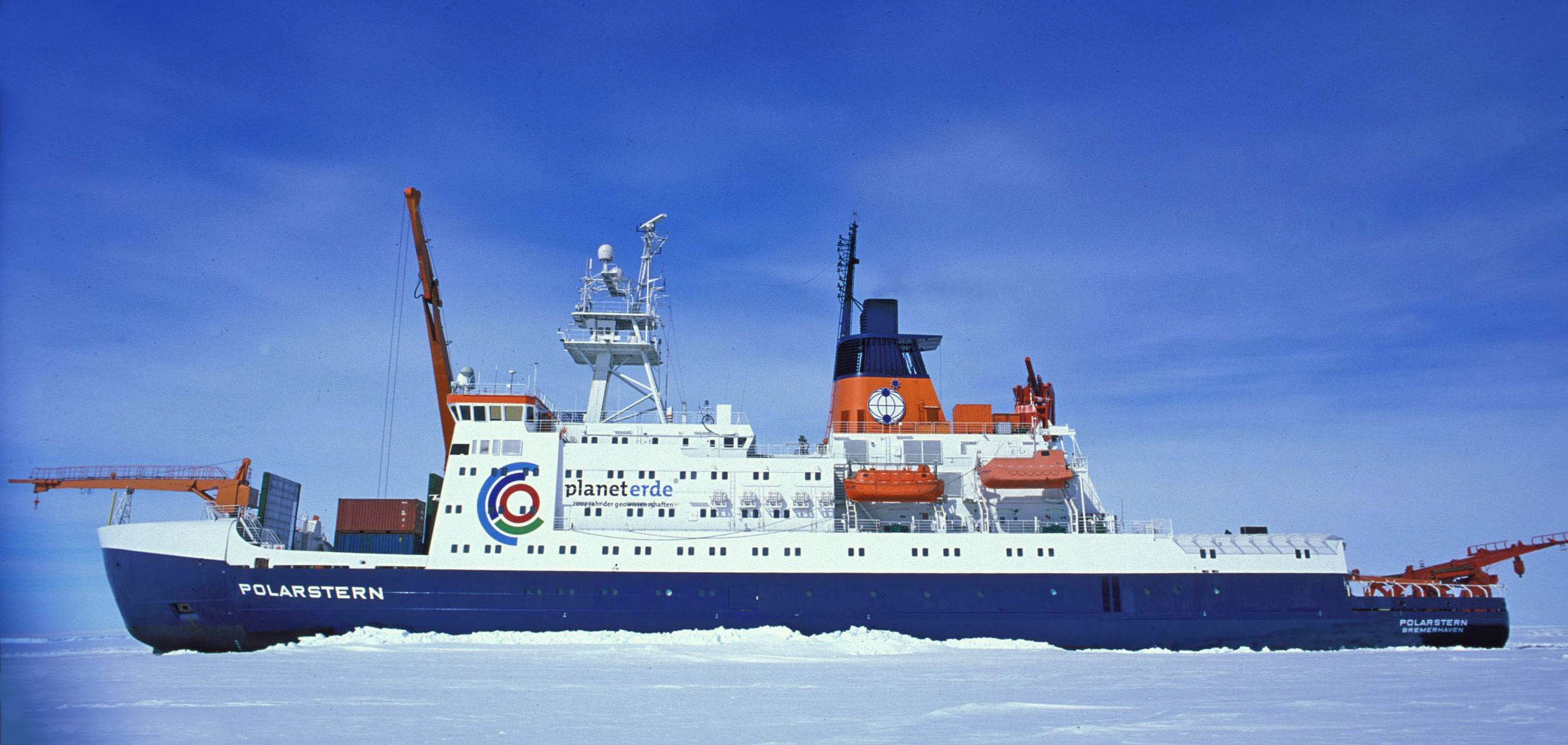
Forschungsschiff Polarstern

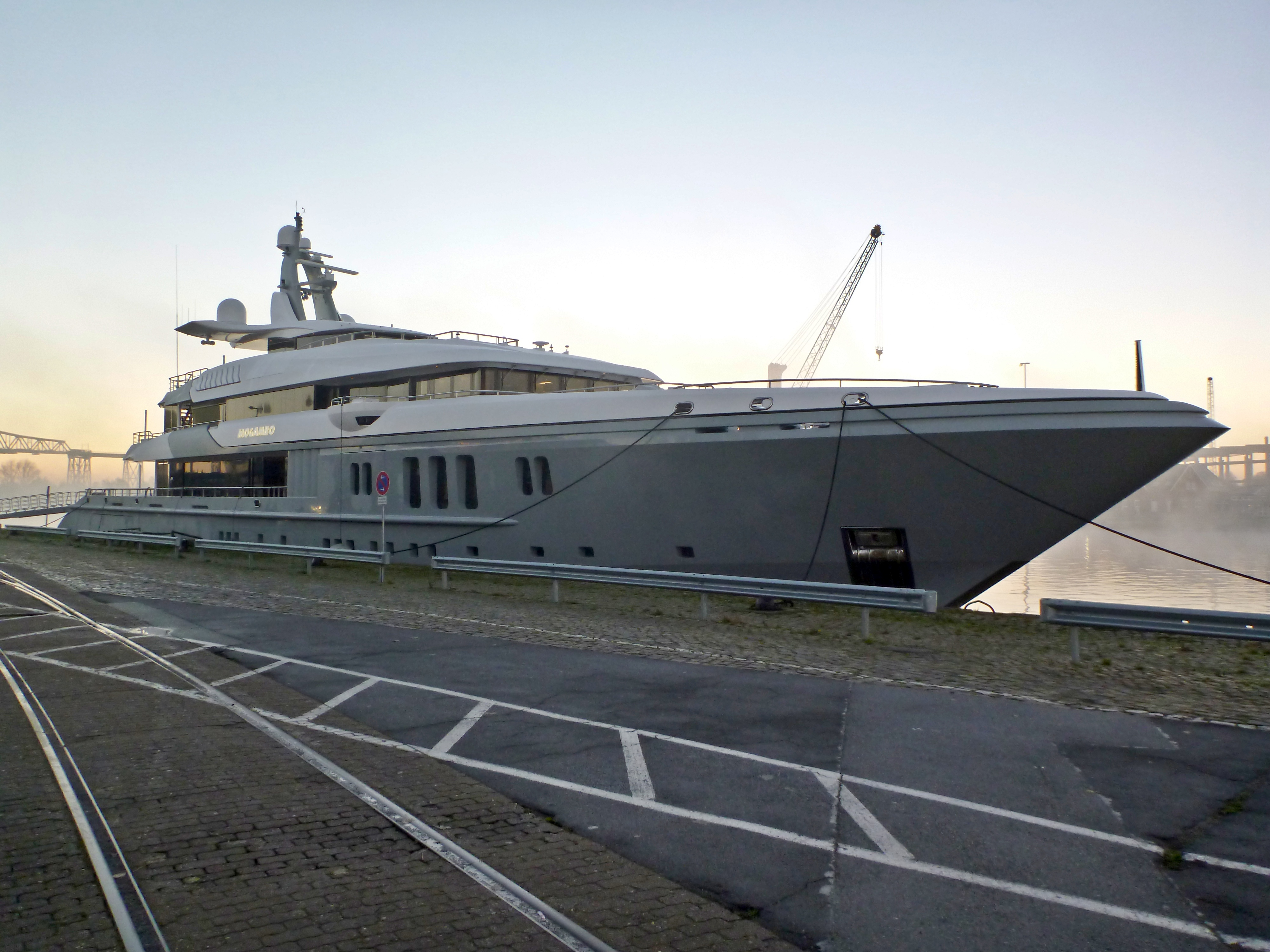
Yacht Mogambo

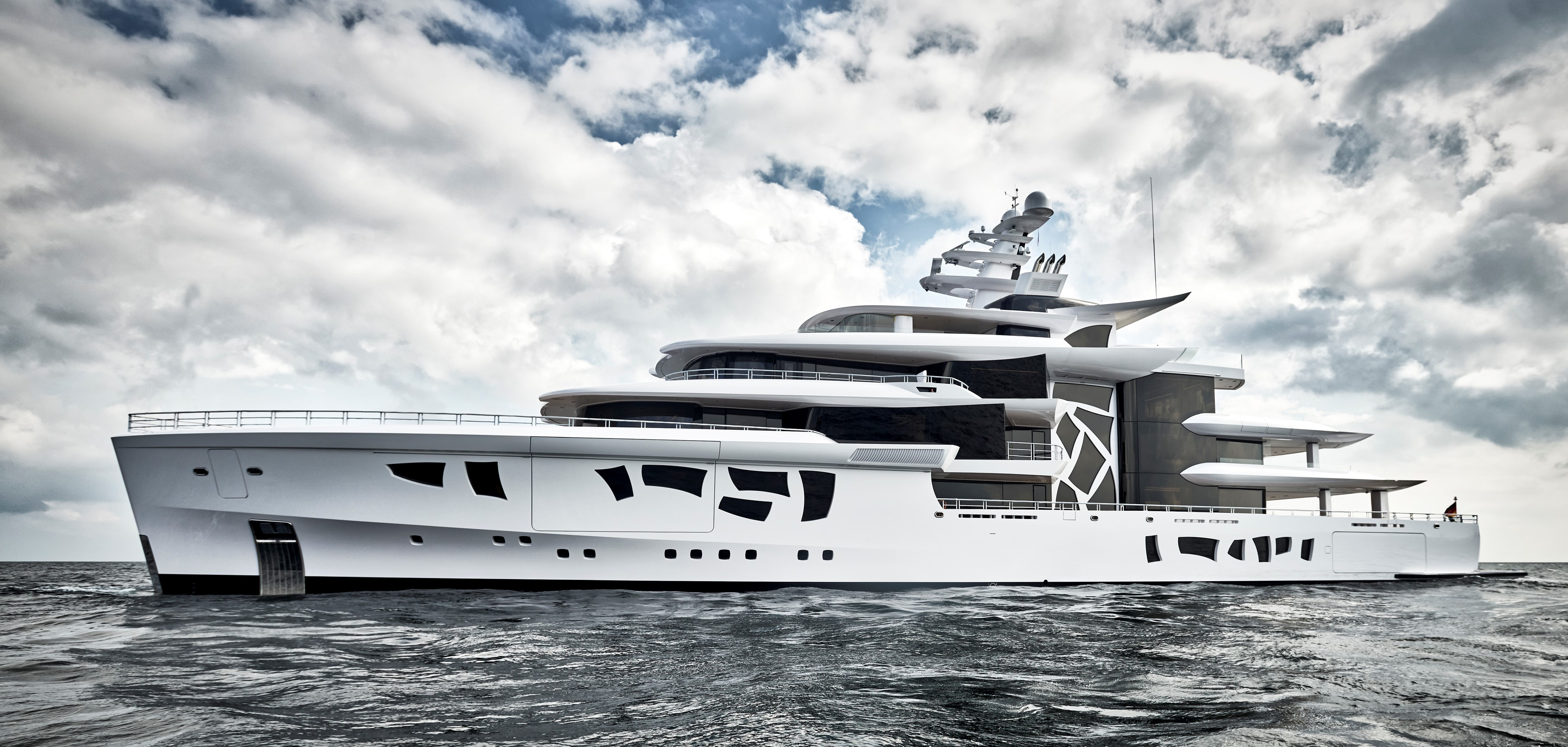
Yacht Artefact

Die Nobiskrug GmbH ist eine Werft mit Sitz in Rendsburg am Nord-Ostsee-Kanal. Die Werft mit zuletzt etwa 160 Mitarbeitern ist besonders für den Bau von Superyachten bekannt. 

## Beschreibung
Nobiskrug ist eine auf den Neubau, Umbau sowie die Reparatur von Superyachten spezialisierte Schiffswerft. Seit 1905 hat Nobiskrug über 750 zivile und militärische Neubauten und zahlreiche Umbauten abgeliefert. Das Unternehmen entwickelt und baut heutzutage Superyachten ab einer Länge von 60 m. Darüber hinaus bietet Nobiskrug Instandhaltungs- und Reparaturmaßnahmen sowie Umbauten von Yachten an deutschen und internationalen Werftstandorten an.
Im Bereich Stahlwasserbau führte Nobiskrug bis zur Insolvenz 2021 u. a. Neubauten und Reparaturen von Schleusentoren und -anlagen, Brücken, Anlegern und anderen Bauwerken auch für die Offshore-Industrie durch.

## Geschichte
Nobiskrug wurde 1905 von Otto Storck gegründet, nachdem in Rendsburg mit dem Nord-Ostsee-Kanal ein Zugang zum Meer geschaffen wurde. Die Werft liegt am alten Flusslauf der Eider, der 250 Meter hinter der Werft in den Kanal mündet.
Die Werft baute bis zum Beginn des Ersten Weltkrieges circa 70 Fahrzeuge, vor allem Pontons und Leichter. Während des Krieges produzierte man auch Hilfsschiffe und Minenabwehrfahrzeuge für die Kaiserliche Marine. Nach dem Krieg wurden Fracht-Dampfschiffe und Trawler an deutsche Reeder verkauft. Anfang der 1930er Jahre konnte die Werft mit dem Bau einer Serie von Schonern des Typs Ich Verdiene besonderen Erfolg erzielen.
Zwischen 1935 und 1939 wurden drei Zollkreuzer für das Finanzministerium gebaut, Nettelbeck, Yorck und Freiherr vom Stein. Im Zweiten Weltkrieg baute Nobiskrug abermals Hilfsschiffe, diesmal für die Kriegsmarine und die Luftwaffe. Darunter waren auch Schlepper und Tanker.
1963 erfolgte die Auslieferung des Schulschiffes Deutschland für die Bundesmarine, ein Jahr später wurde mit der Prins Bertil die erste Fähre ausgeliefert, der noch vier weitere folgten. Danach folgte der Bau von Asphalttankern, RoRo-Schiffen sowie konventionellen Frachtschiffen. Eine größere Frachter-Serie waren 14 in den Jahren 1969 bis 1973 gebaute Liberty-Ersatzschiffe des Typs Rendsburg.
In den 1980er Jahren wurden Spezialschiffe wie die Polarstern oder die Taucherbasisschiffe Seabex One und Seaway Condor für den industriellen Einsatz aufgelegt. In dieser Zeit wurde auch das Kreuzfahrtschiff Berlin auf der Werft umgebaut und verlängert.
Bis 1986 war die Werft unabhängig, dann ging sie in Konkurs. 1987 wurde sie von HDW gekauft, mit der sie 2005 zur ThyssenKrupp Marine Systems AG fusionierte. Nach dem Verkauf am 1. Oktober 2007 gehörte die Werft der eigens gegründeten Eagle River Capital Ltd. auf Guernsey. Nach einem kurzen Zwischenspiel bei Abu Dhabi Mar gehörte die Werft Nobiskrug ab 2010 zur libanesischen Holding Privinvest des französischen Investors Iskandar Safa, die sie mit zwei Kieler Werften 2014 in der German Naval Yards Holdings zusammenführte.
Am 12. April 2021 wurde Insolvenz beantragt. Im Juli 2021 übernahm die Flensburger Schiffbau-Gesellschaft (FSG) die Yachtbausparte der Nobiskrug-Werft mit etwa 280 Beschäftigten. Die Nobiskrug-Stahlbauabteilung mit etwa 30 Beschäftigten wurde von der FSG dabei nicht übernommen, sondern im November 2021 an die Heinrich Rönner Gruppe verkauft.
Am 12. Dezember 2024 wurde erneut Insolvenz beantragt. Übernommen wurde die Werft von Lürssen. Die Website ist offline und der „Nobiskrug“-Schriftzug am Gebäude demontiert.

## Yachtbau
Dank der modernen Superyachthalle können qualitativ anspruchsvolle Arbeiten an den Schiffen unter besten Bedingungen ausgeführt werden, wie etwa Beschichtung und Innenausbau. Ein Trennschott ermöglicht das separate Docken einer zweiten Yacht. Reparaturarbeiten werden weltweit durch mobile Einsatzgruppen ausgeführt.
In den letzten zehn Jahren hat sich Nobiskrug durch den Bau von luxuriösen Motoryachten ab einer Länge von 60 m einen Namen gemacht. Die erste Yacht war Tatoosh mit einer Länge von 93 m, die im Jahr 2000 abgeliefert wurde. Die zweite Superyacht, Triple Seven (68 m) gewann wenige Monate nach ihrer Auslieferung den Designpreis der „International Superyacht Society“. Die Superyacht Siren wurde 2008 ihrem Eigner übergeben. Für die 74 Meter lange Superyacht Siren wurde die Werft mit dem „World Superyacht Award 2009“ und dem „ShowBoats International Award for Best Custom Motor Yacht Interior 60 m and over“ ausgezeichnet. Sowohl die Triple Seven als auch die Siren wurden vom Hamburger Yachtdesign-Büro Newcruise entworfen.
Im Sommer 2010 wurden zwei weitere Projekte abgeschlossen: Im August verließ die 60 m lange, von dem niederländischen Designer Felix Buytendijk entworfene Jamaica Bay die Werft; im September folgte Sycara V. Konstruiert wurde die 68 m lange Mega-Yacht von Craig Beale.
Im April 2011 folgte der Neubau 781, die Sapphire. Die 73,5 m lange Yacht wird angetrieben von zwei Dieselmotoren mit jeweils 2360 PS. Zwei weitere baugleiche Yachten (Mogambo und Flying Fox, Baunummern 782 und 783) wurden 2012 fertiggestellt und abgeliefert. Im Herbst 2013 wurde die 74 Meter lange Superyacht Odessa II abgeliefert, im Januar 2017 folgte die 143 Meter lange SY A, die zu der Zeit als weltgrößte privat Segelyacht galt.
Im März 2020 folge die Ablieferung der 80-Meter-Hybrid-Yacht Artefact.
Derzeit (August 2020) befinden sich mehrere Yachtprojekte im Bau wie die 77 Meter lange Black Shark oder die 62 Meter lange Yacht mit dem Espen-Oeino-Design.
Die Rendsburger Werft feierte im Jahr 2020 115 Jahre Schiffbau seit ihrer Gründung im Jahr 1905.

## Schiffe

### Auswahl gebauter Schiffe

#### Frachtschiffe
- Ich Verdiene (auch Nobiskruger Nr. 1), Anfang der 1930er Jahre gebauter Küstenmotorschiffstyp
- Nobiskruger Nr. 2, Ende der 1970er Jahre gebauter Küstenmotorschiffstyp
- Nobiskruger Nr. 3, Ende der 1970er / Anfang der 1980er Jahre gebauter Küstenmotorschiffstyp
- Nobiskruger Nr. 4
- Typ Rendsburg, Ende der 1960er / Anfang der 1970er Jahre gebauter Frachtschiffstyp

#### Fährschiffe
- Kronprins Carl Gustaf (1966)
- Prins Oberon (1970)
- Deutschland (1972)
- Gustav Vasa (1973)
- Peter Pan (1974)
- Europafärjan III (1974)
- Nils Holgersson (1975)
- Nils Dacke (1975)
- Kronprins Harald (1976)

#### Spezialschiffe
- Polarstern
- Westensee
- Deutschland

#### Yachten
- Tatoosh
- Triple Seven
- Siren
- Jamaica Bay
- Sycara V
- Sapphire
- Mogambo
- Dytan, ex Flying Fox
- Odessa II
- SY A
- Artefact

### Als Museumsschiffe erhalten
Diese bei Nobiskrug gebauten Schiffe wurden später Museumsschiffe.
- Annemarie, Frachtmotorsegler, Baujahr 1930, Rendsburg
- Nixe, Bereisungsschiff, Baujahr 1939, Henrichenburg
- Iris-Jörg, Küstenmotorschiff, Baujahr 1956, Wischhafen
- Bleichen, Frachtschiff, Baujahr 1958, Hamburg